# Renato Avanzinelli
Renato Avanzinelli (Lucca, 5 giugno 1908 – Lucca, 23 aprile 1970) è stato uno scultore italiano.

## Biografia
Diplomato all'Istituto d'Arte Augusto Passaglia di Lucca, ha esercitato la professione di insegnante nella propria città e a Bergamo.
Ha realizzato opere in legno, terracotta, ceramica policroma e, in particolare, cemento colorato leggermente di rosa o di verde che gettava con la stessa tecnica del bronzo.
Ha partecipato alla III e alla VI Quadriennale Nazionale d'Arte di Roma, alla I Mostra di Arte Sacra di Roma del 1931, alle Biennali di Venezia del 1940 e del 1956 e alla Biennale Internazionale di Scultura di Carrara del 1957 .
Nel 2008, in occasione del centenario della nascita, è stata allestita una mostra presso l'area espositiva del Museo nazionale di Villa Guinigi e nel 2021 la mostra Le Donne, i Giovani e i Santi per celebrare i cinquant'anni dalla scomparsa dell'artista con esposizione di opere provenienti da varie parti d'Italia presso il chiostro della Biblioteca civica Agorà di Lucca.

## Sitografia
- Fondazione Ragghianti (a cura di), Renato Avanzinelli Archivio Storico Artisti Lucchesi